# IC 4639
IC 4639 је елиптична галаксија у сазвјежђу Херкул која се налази на листи објеката дубоког неба у Индекс каталогу.
Деклинација објекта је + 22° 55' 50" а ректасцензија 17h 2m 54,7s. Привидна величина (магнитуда) објекта IC 4639 износи 15,5 а фотографска магнитуда 16,5. IC 4639 је још познат и под ознакама NPM1G +22.0562, PGC 1678509.